# Diplasterias
Genre
Diplasterias est un genre d'étoiles de mer de la famille des Asteriidae.

## Liste des espèces
Selon World Register of Marine Species (22 janvier 2015) :
- Diplasterias brandti (Bell, 1881) -- Amérique du Sud australe
- Diplasterias brucei (Koehler, 1908) -- Antarctique
- Diplasterias kerguelenensis (Koehler, 1917) -- Antarctique et îles Kerguelen
- Diplasterias meridionalis (Perrier, 1875) -- îles subantarctique et Kerguelen
- Diplasterias octoradiata (Studer, 1885) -- îles subantarctique
- Diplasterias radiata (Koehler, 1923) -- îles subantarctique

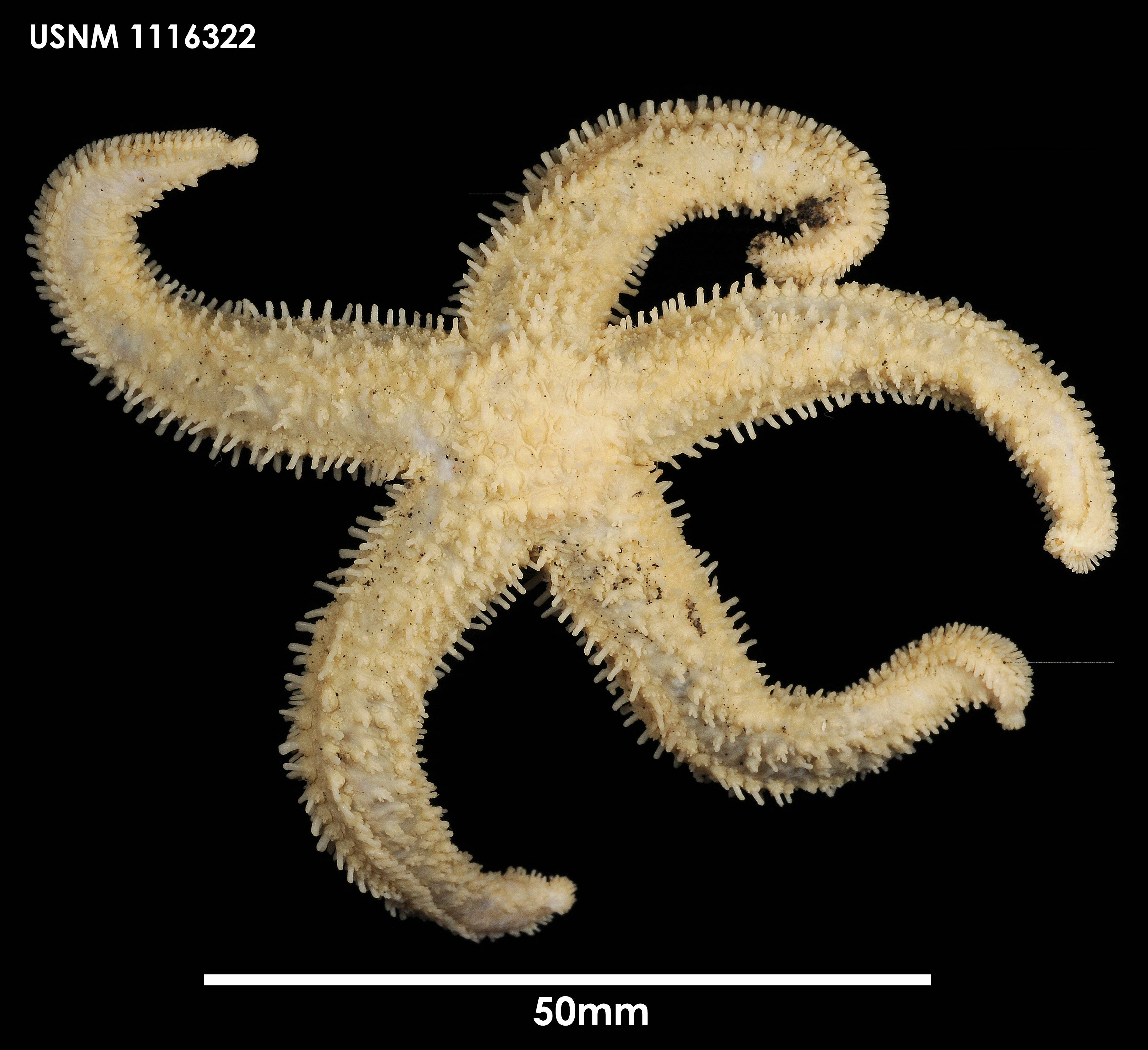
Diplasterias brandti.
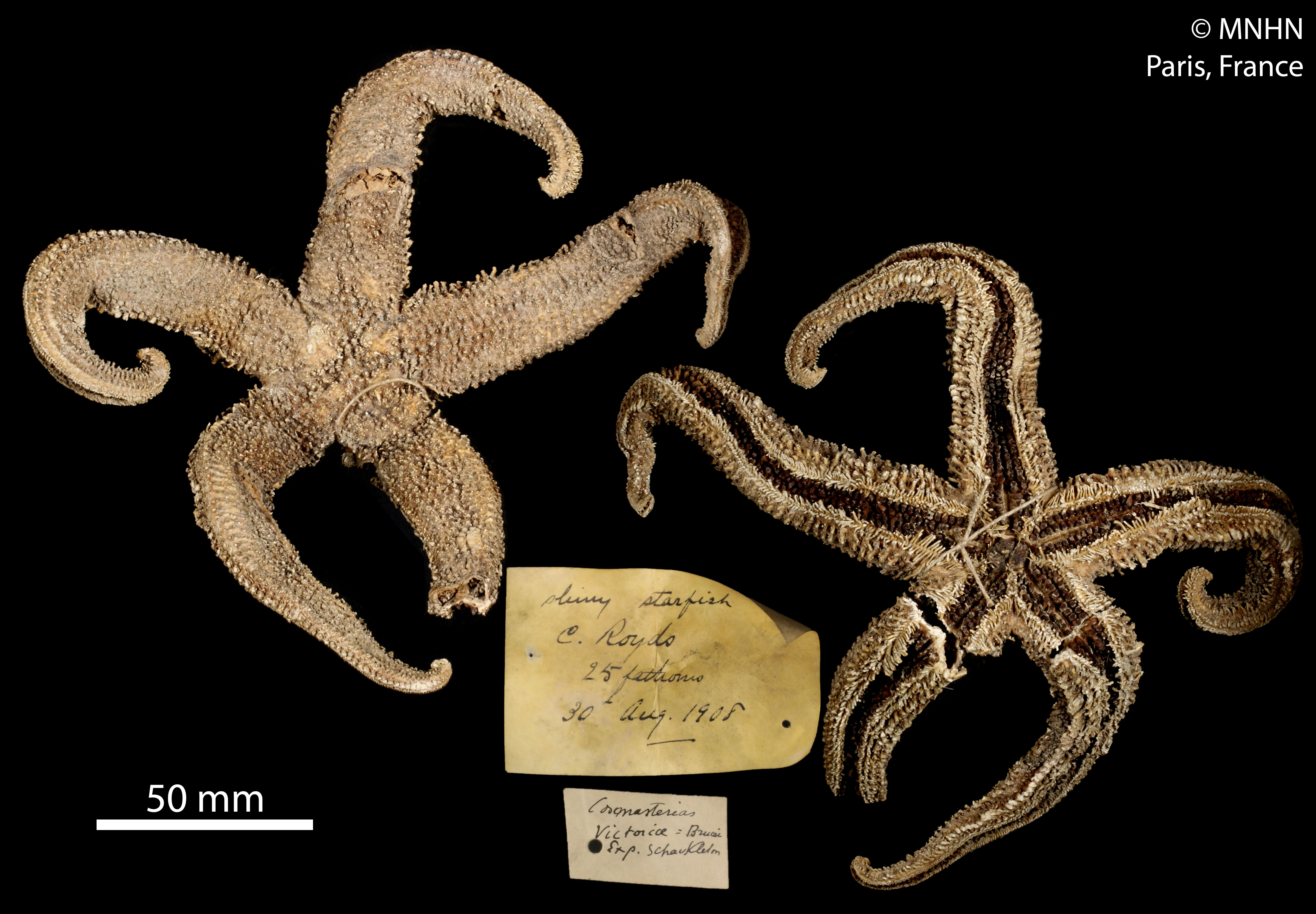
Diplasterias brucei.
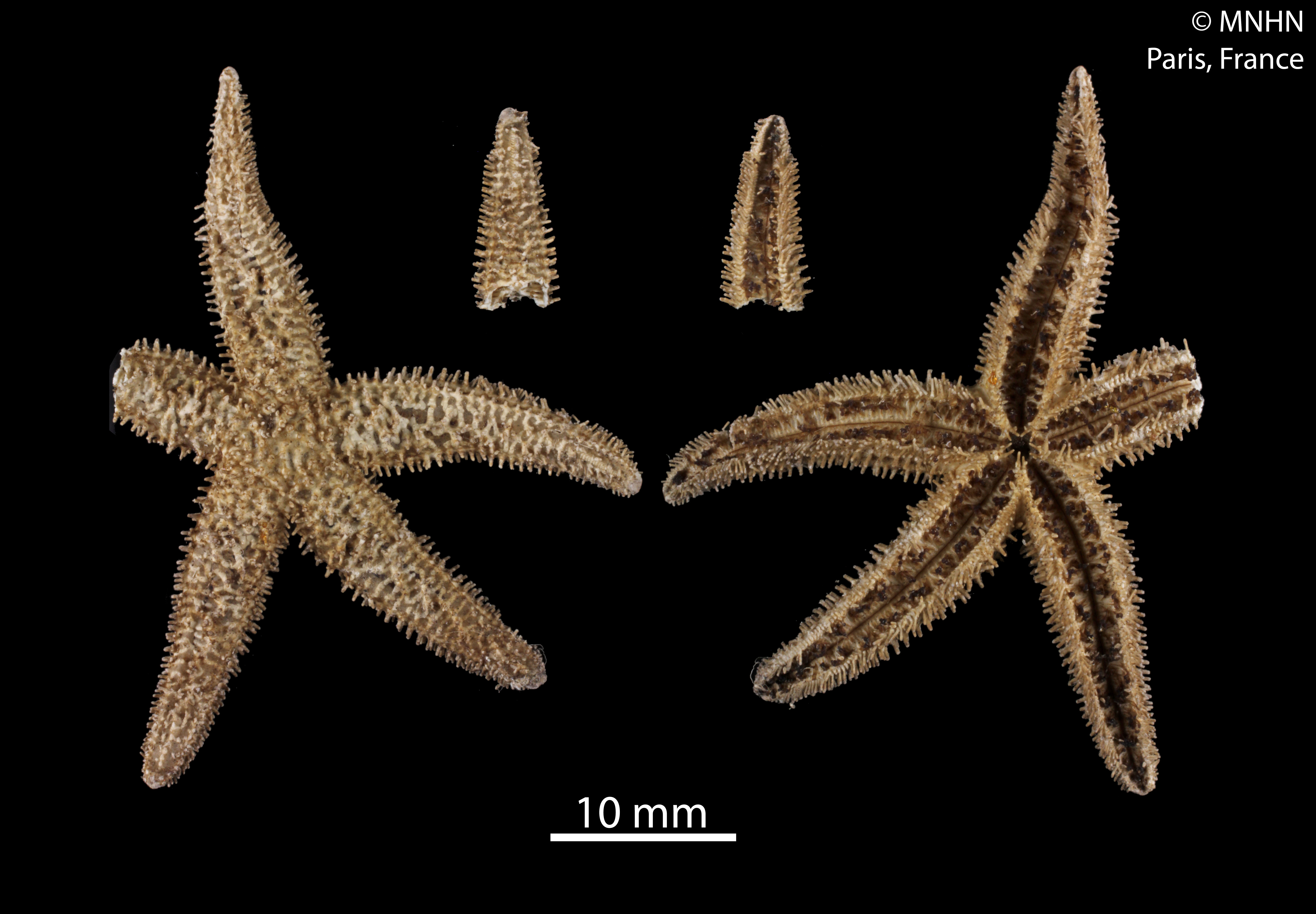
Diplasterias kerguelenensis (MNHN).
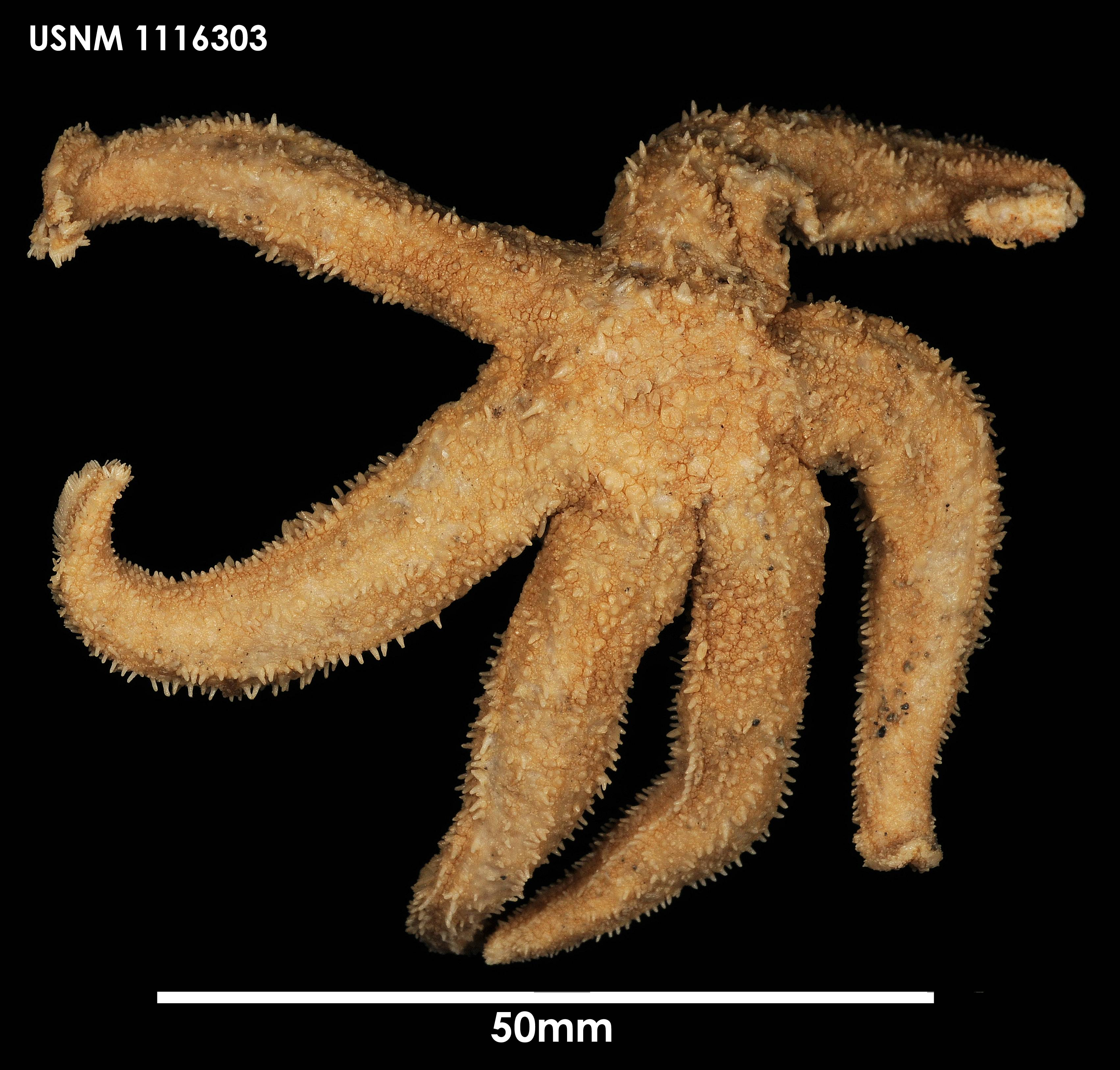
Diplasterias meridionalis.
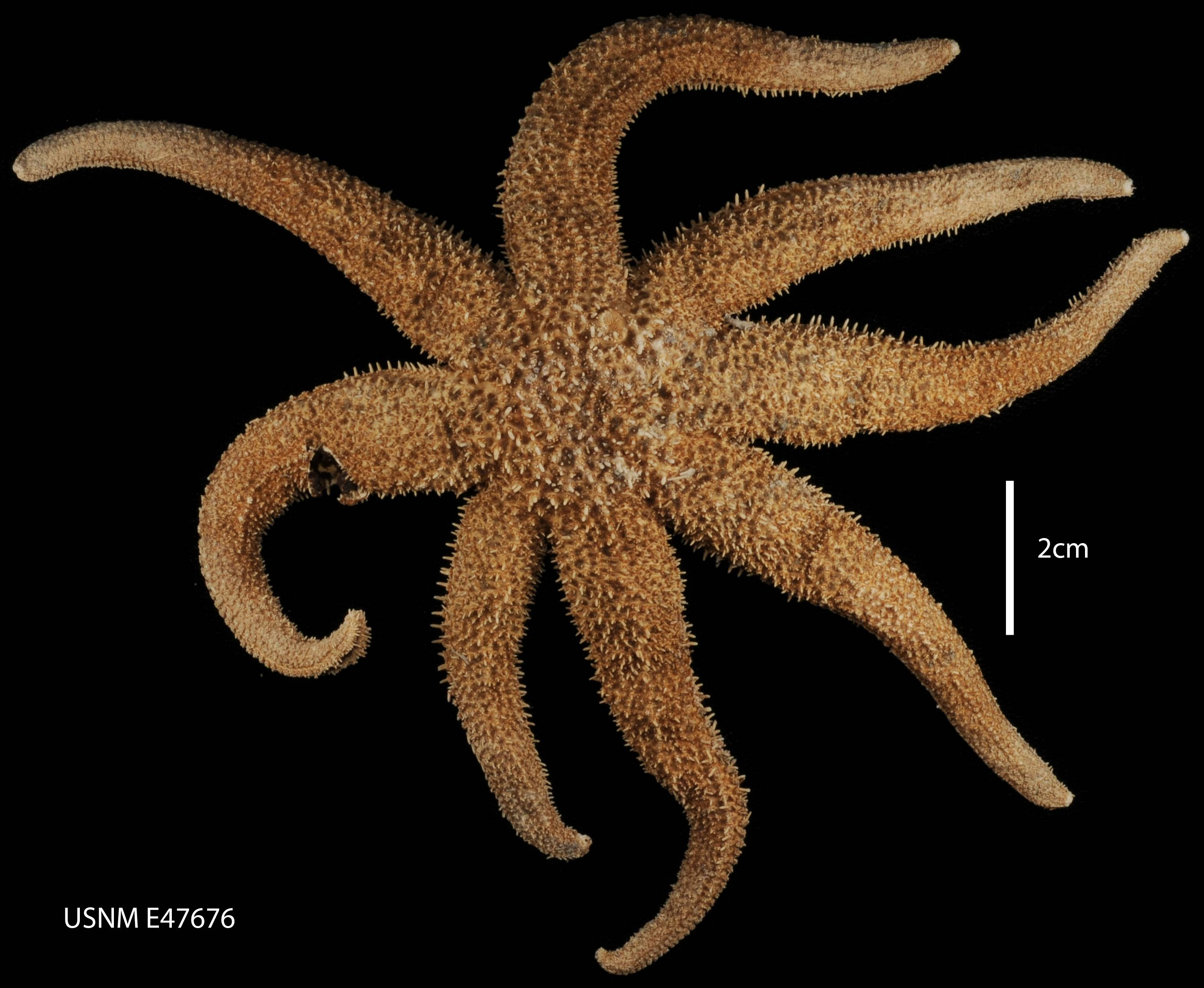
Diplasterias octoradiata.
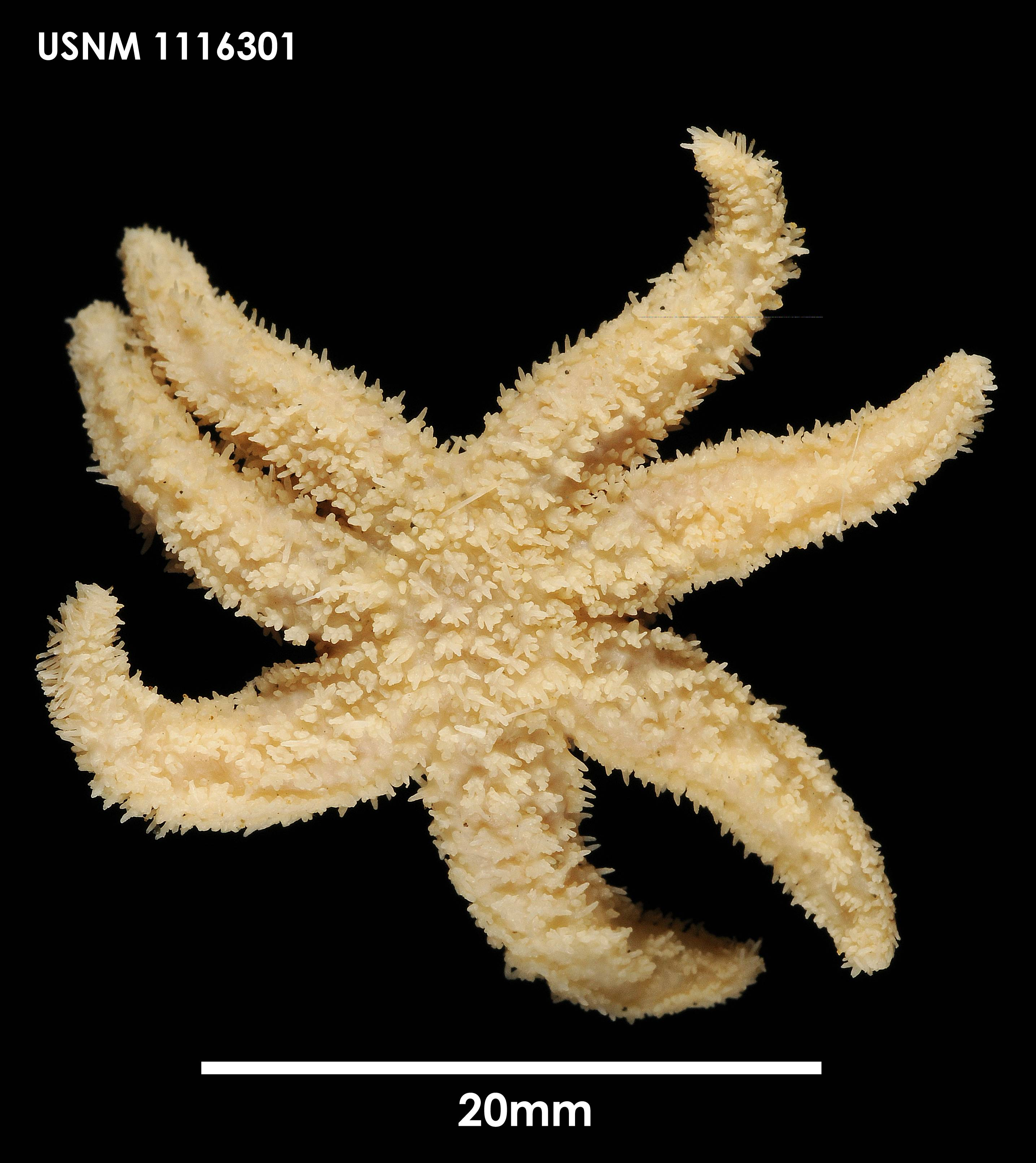
Diplasterias radiata.